# Lymnas gynaeceas
Lymnas gynaeceas är en fjärilsart som beskrevs av Frederick DuCane Godman och Osbert Salvin 1889. Lymnas gynaeceas ingår i släktet Lymnas och familjen Riodinidae. Inga underarter finns listade i Catalogue of Life.